# تنين بيت
تنين بيت (بالإنجليزية: Pete's Dragon) هو فيلم فنتازيا، مغامرة أمريكي تم إنتاجه عام 2016 من تأليف وأخراج ديفيد لوري. الفيلم هو إعادة إنتاج من الفيلم الموسيقي الذي يحمل نفس الاسم ' تنين بيت' الذي تم إنتاجه عام 1977.

## القصة
تدور أحداث الفيلم حول فتى يتيم يعاني من المعاملة السيئة التي يتلقاها من العائلة التي تبنته ويقيم بينها، ونتيجة للقسوة التي تواجه بها العائلة، يقرر أن يهرب من منزل والديه بالتبني ليعيش حياة حرة مستقلة، وفي مغامرته تلك يستعين بتنين أليف لتنفيذ مخطط هروبه من المنزل إلى عالم الحرية والاستقلالية والابتعاد عن والديه بالتبني. وأثناء تنفيذ مخططه للخروج من حياة العنف والأذى التي يعيشها في المنزل، يشهد الفتى مع صديقه التنين الأليف مغامرات شيقة واحداثا خيالية مثيرة.

## الممثلون والشخصيات
- برايس دالاس هوارد بدور جرايس
- Oakes Fegley بدور بيت
- ويس بنتلي بدور جاك
- كارل أوربان بدور جايفن
- Oona Laurence بدور ناتالي
- روبرت ريدفورد بدور والد جرايس
- Craig Hall بدور بيت شابًا
- Isiah Whitlock Jr بدور الشريف دينلر

## وصلات خارجية
- تنين بيت  على فيسبوك.
- تنين بيت علي قاعدة بيانات الأفلام على الإنترنت.
- تنين بيت على موقع IMDb (الإنجليزية)
- تنين بيت على موقع ميتاكريتيك (الإنجليزية)
- تنين بيت على موقع روتن توميتوز (الإنجليزية)
- تنين بيت على موقع نتفليكس (الإنجليزية)
- تنين بيت على موقع قاعدة بيانات الأفلام العربية
- تنين بيت على موقع ألو سيني (الفرنسية)
- تنين بيت على موقع Turner Classic Movies (الإنجليزية)
- تنين بيت على موقع أول موفي (الإنجليزية)
- تنين بيت على موقع بوكس أوفيس موجو (الإنجليزية)
- تنين بيت على موقع فيلمافينيتي (الإسبانية)
- تنين بيت علي موقع سينما دوت كوم.